# 148 هـ
148 هـ هي سنة في التقويم الهجري امتدت مقابلةً في التقويم الميلادي بين سنتي 765 و766.

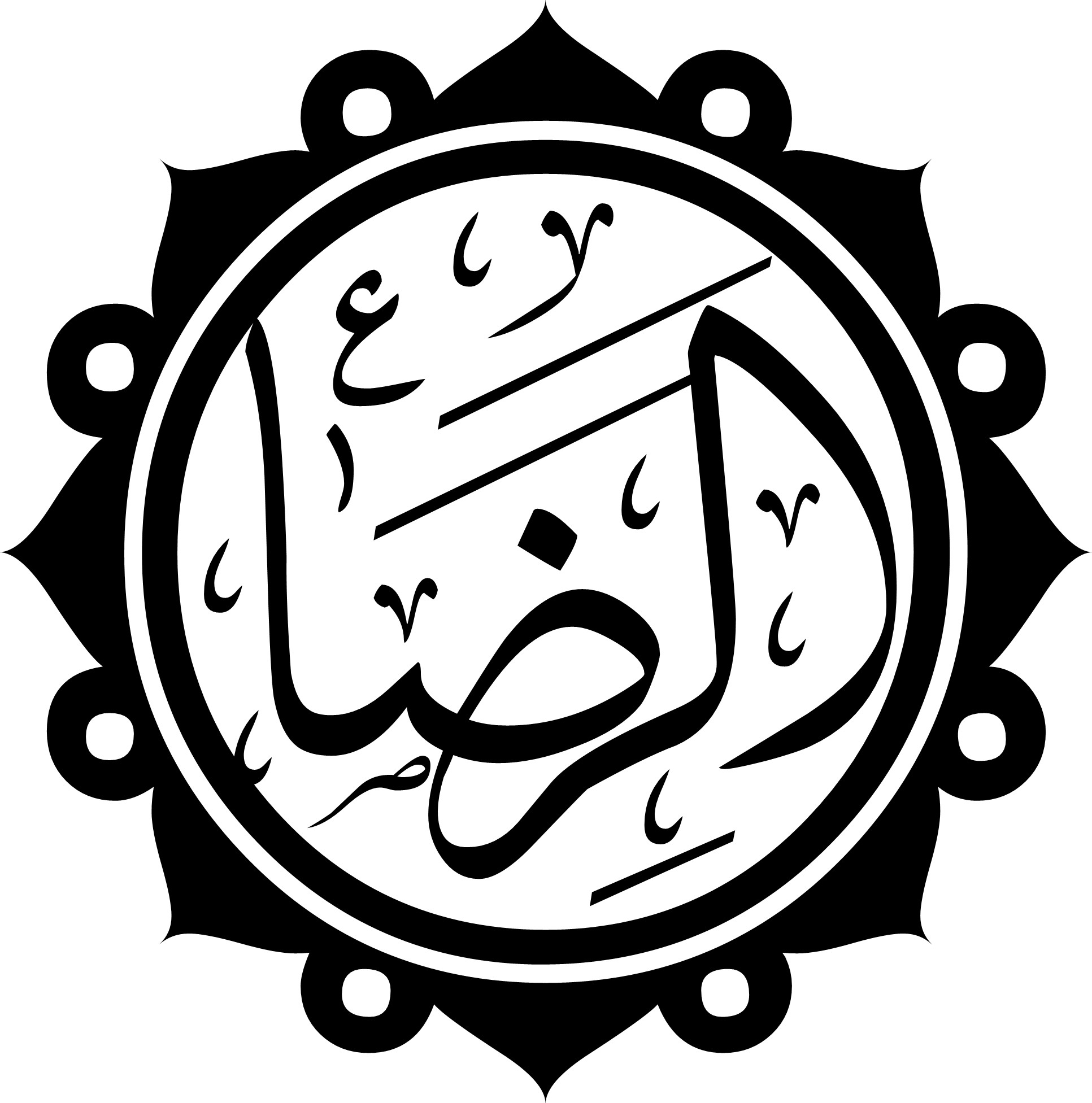
علي الرضا

## مواليد
- هارون الرشيد
- عبد الله بن سوار العنبري
- دعبل الخزاعي
- علي الرضا
- علي العريضي

## وفيات
- ابن هرمز
- العوام بن حوشب
- جعفر الصادق
- محمد بن عبد الرحمن بن أبي ليلى
- ابن عجلان
- الأعمش